# Madonna col Bambino tra san Girolamo e santa Maddalena
La Madonna col Bambino tra san Girolamo e santa Maddalena  (en français : Vierge à l'Enfant entre les saints Jérôme et Marie Madeleine) est une peinture a tempera sur panneau de bois de 63 × 42,8 cm, réalisée par Neroccio di Bartolomeo de' Landi.

## Description
Cette œuvre de dévotion privée peut être située à la toute fin de la carrière du peintre. Il est généralement admis par les historiens de l'art que son exécution est postérieure à celle de la Madonna con Bambino in trono tra san Pietro, san Sigismondo, sant'Ansano e san Paolo , le retable de Montisi signé et daté de l'année 1496. D'autre part, elle peut aussi être rapprochée d'autres tableaux de Neroccio peints vers la même époque comme la Madonna col Bambino tra i santi Giovanni Battista e Maria Maddalena (c. 1494, Musée d'Art d'Indianapolis) ou bien la Madonna col Bambino tra santi Michele e Bernardino da Siena (collection particulière). Ces trois œuvres en effet, montrent l'influence du style de Luca Signorelli dont le séjour à Sienne a sans doute suscité l'intérêt de Neroccio.
Cette représentation de la Vierge entre deux saints demeure une composition assez courante à Sienne dans le dernier quart du XVe siècle. Destinée à la dévotion privée, la présence des saints est un moyen de « personnaliser » des images mariales devenues vers la seconde moitié du siècle des modèles standardisés. Développé par Sano di Pietro et son entourage, ce contenu immuable donne ici une nouvelle fois l'occasion à Neroccio de varier le thème dans de subtiles variations.

## Sources
- (en) Gertrude Coor, Neroccio de' Landi 1447-1500, Princeton, New Jersey, Princeton University Press, 1961, 235 p., 30 x 23 cmCette œuvre de Neroccio n'est pas recensée dans le catalogue de Gertrude Coor.
- (en) Stefano G. Casu, The Pittas collection : Early italian paintings (1200-1530), Florence, Mandragora, 2011, 240 p., 20x 20 cm, p.172-175. . Reproduction et description de la Madonna col Bambino tra san Girolamo e santa Maddalena (figure no 38).
- (en) Keith Christiansen, Laurence B. Kanter et Carl Brandon Strehlke, Painting in Renaissance Siena 1420-1500, New York, The Metropolitan Museum of Art, 1988, 385 p., 27,9 x 26,7 cm, p. 328-334. Reproduction et description de la Madonna col Bambino tra san Girolamo e santa Maddalena (figure no 71).